# 다카타촌 (오카야마현)
다카타촌(高田村)은 오카야마현 도마타군에 있던 촌이다. 현재의 쓰야마시에 해당한다.